# Kings Highway (línea Culver)
Kings Highway es una estación en la línea Culver del metro de la ciudad de Nueva York. La estación es servida por los trenes del servicio F, y está localizada en Kings Highway y la Avenida McDonald en el barrio Gravesend de Brooklyn. La entrada principal se encuentra en Kings Highway con una avenida secundaria en la Avenida S, que se encuentra en el otro lado de la estación.
La estación tiene tres vías y dos plataformas centrales, y es la última parada de algunos trenes que operan en hora pico. Es la estación austral de la línea, convirtiéndola en la estación terminal si el servicio expreso en la línea Culver volviese a operar. Aunque el servicio expreso continua hacia el Sur, no hay paradas expresas más allá de Kings Highway. En vez de eso, las vías pueden cambiar de vías expresas a locales entre las estaciones de la Avenida X y la Avenida U que van directamente hacia Coney Island Yard al sur de la estación de la Avenida X.

## Conexiones de autobuses
- B82 al este de Midwood, Flatlands, Canarsie y Spring Creek Towers; al oeste de Bensonhurst y Coney Island vía Kings Highway & la Avenida Flatlands